# 쥘 페로
쥘조제프 페로(프랑스어: Jules-Joseph Perrot, 1810년 8월 18일~1892년 8월 29일)는 프랑스의 발레 무용수이자 안무가로, 후에 러시아 상트페테르부르크의 마린스키 발레단의 발레 마스터가 되었다. 그는 장 코랄리와 함께 작업한 《지젤》을 포함하여 《빠 드 까트르》, 《라 에스메랄다》, 《온딘》 등 19세기의 가장 유명한 발레 중 일부를 창작했다.

## 경력 및 생애
리옹 출신의 페로는 마리 탈리오니와 자주 춤을 추었지만 그들의 관계는 오래가지 못했다. 탈리오니는 페로가 자신보다 더 빛날 것을 두려워하여 더는 그와 함께 춤을 추기를 거부했다. 그는 1835년에 오페라를 떠나 런던, 밀라노, 비엔나, 나폴리 등 유럽의 댄스 중심지를 순회하였는데, 그는 나폴리에서 카를로타 그리시를 만나 그녀의 재능에 주목했다. 그는 그리시를 지도하고 1836년 런던에서 열린 공연에서 그녀를 파트너로 삼아 차세대 발레리나로 세상에 선보였다.

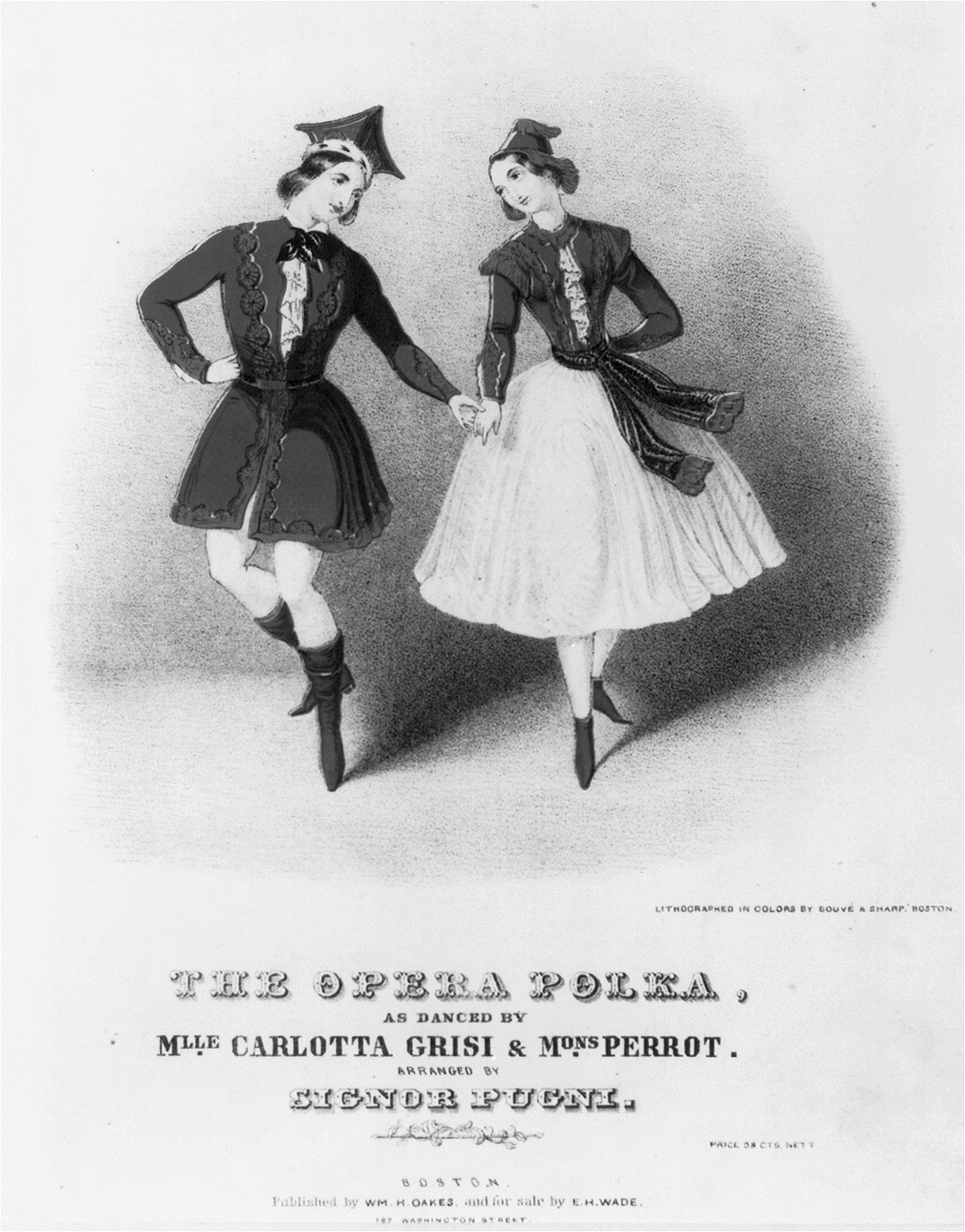
"Mlle. 카를로타 그리시와 Mons. 페로가 춤춘 오페라 폴카(Polka)", 약 1840년대

페로는 《지젤》의 안무에 기여한 성공에 이어, 페니 체리토를 위한 Alma ou La Fille du Feu(런던, 1842년)의 안무를 맡았는데, 이 안무는 큰 성공을 거두다. 그는 이후 6년 동안 런던의 여왕 극장에서 정기적으로 안무를 맡았는데, 그 중에는 1843년작 《온딘》, 1844년작 《라 에스메랄다》, 1846년작 《파리의 심판》, 1845년 7월 12일작 《빠 드 까트르》 등이 있다. 이 발레를 위해 그는 당대의 대표적인 발레리나 4명을 설득해 런던의 여왕극장 무대에 함께 오르도록 하는 어려운 과제를 해결했다. 페로가 창작한 발레는 거의 모두 체사레 푸니의 음악에 맞춰 만들어졌다.

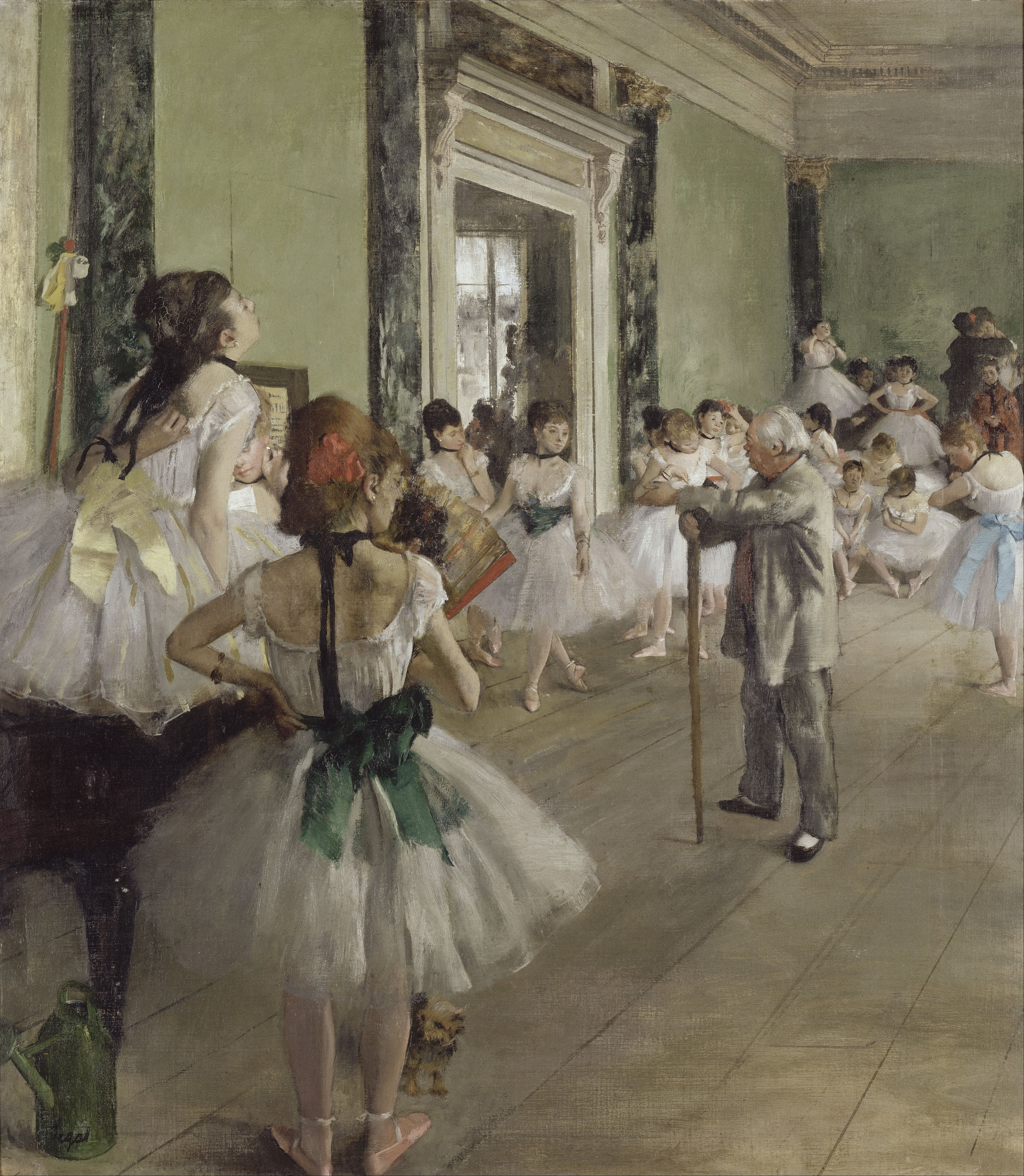
오페라 가르니에의 Foyer de la Danse에서 무용수들을 가르치고 있는 쥘 페로를 그린 에드가 드가의 《발레 수업》, 1874년경
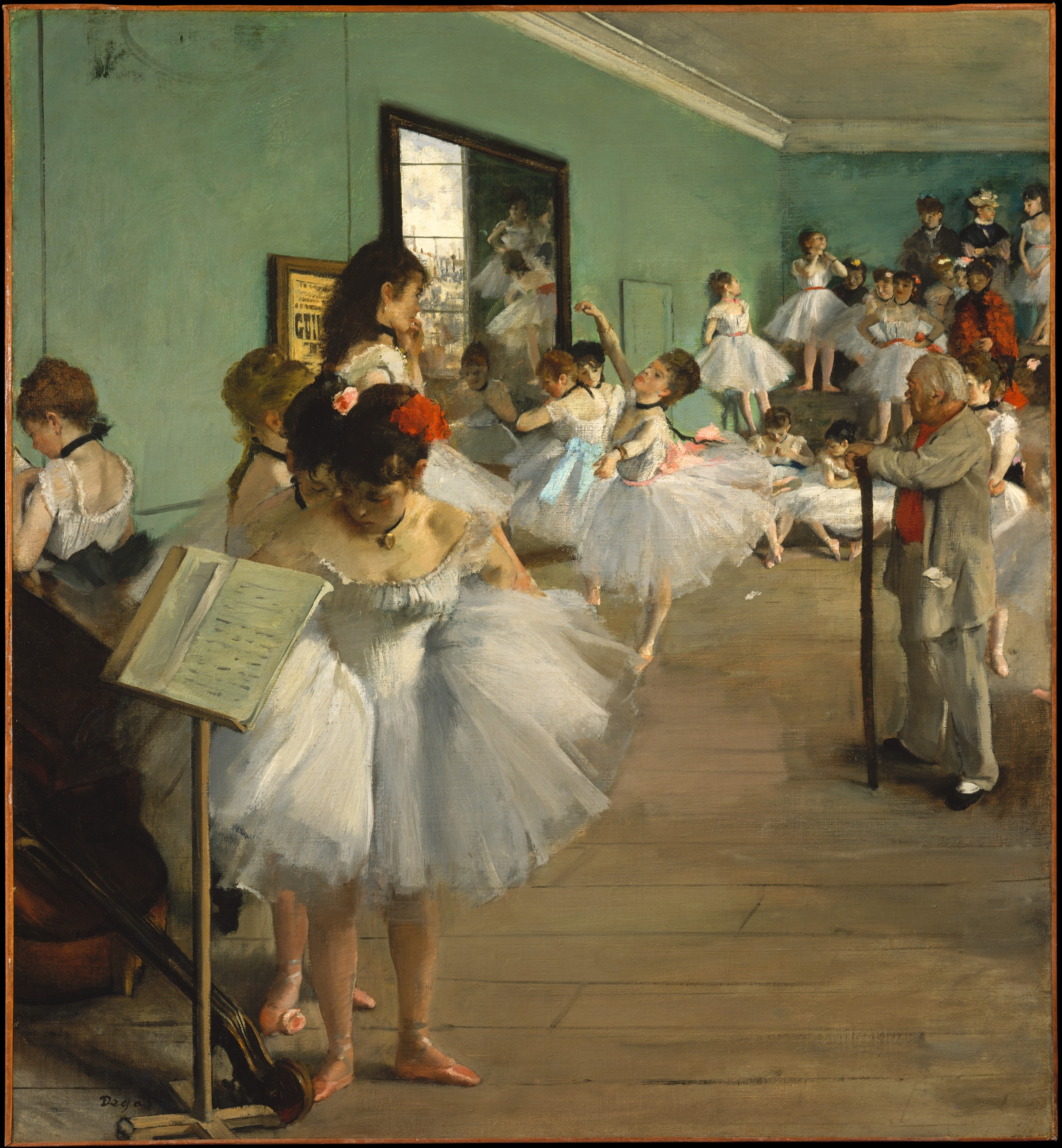
에드가 드가의 《무용 수업》 속 무용수들을 가르치고 있는 쥘 페로, 1874년

페로는 상트페테르부르크에서 마린스키 발레단의 무용수로 활동했으며 1858년까지 마린스키 발레단의 발레 마스터로 임명되었다. 마린스키 발레단에서 활동하며 제국 극장 학교의 학생이었던 카피톨리네 사모프스카야(Capitoline Samovskaya)와 결혼하여 두 자녀를 두었다. 그는 비교적 여유로운 생활을 하기 위해 파리로 돌아왔으며 1892년 8월 29일 파라메에서 휴가를 보내던 중 사망했다.